# Seko Fofana
Seko Mohamed Fofana (Parijs, 7 mei 1995) is een Ivoriaans-Frans voetballer die doorgaans als offensieve middenvelder speelt. Hij verruilde RC Lens in juli 2023 voor Al-Nassr. Fofana debuteerde in 2017 in het Ivoriaans voetbalelftal.

## Clubcarrière
Fofana begon op negenjarige leeftijd met voetballen bij Paris FC en verruilde dat in 20210 voor de jeugd van Lorient. In januari 2013 haalde Manchester City hem naar Engeland. Fofana speelde bijna twee jaar in de jeugd van de Engelse club. Die verhuurde hem in november 2014 voor een half jaar aan Fulham. Hij maakte zo op 29 november 2014 zijn profdebuut in de Championship, als invaller in een uitwedstrijd tegen Brighton & Hove Albion. Fulham won in het Falmer Stadium met 1–2. Fofana kreeg op 5 december 2014 zijn eerste basisplaats, in een met 0–5 verloren thuiswedstrijd tegen Watford. Hij kwam dat jaar tot 21 wedstrijden op het tweede niveau van Engeland. Het seizoen erna verhuurde Manchester City hem aan SC Bastia, in de Ligue 1. Hier groeide hij voor het eerst uit tot basisspeler in een profteam op het hoogste niveau.
Na twee huurperiodes en zonder debuut in de hoofdmacht gingen Fofana en Manchester City in juli 2016 uit elkaar. Hij tekende voor bijf jaar bij Udinese. Hij werd direct basisspeler en speelde alles, tot hij in maart 2017 zijn kuitbeen brak en zijn seizoen daarmee eindigde. Na zijn terugkeer speelde hij in 2017/18 iets minder dan voorheen, waarna zijn speeltijd in 2018/19 en 2019/20 weer steeg. Fofana kreeg in vier jaar bij Udinese te maken met acht verschillende coaches. Hij speelde in die periode 112 wedstrijden in de Serie A, waarvan 104 in de basis. Hij eindigde in die jaren steeds tussen de twaalfde en veertiende plaats met Udinese.
Fofana verruilde Udinese in augustus 2020 voor RC Lens en werd ook hier basisspeler. Hij miste in zijn tweede seizoen niet één speelronde. Nadat hij in zowel 2020/21 als 2021/22 zevende werd met de Franse club, eindigden zijn ploeggenoten en hij in 2022/23 op de tweede plaats in de Ligue 1, één punt achter kampioen Paris Saint-Germain. Dat was voor Lens de hoogste positie in de eindstand sinds 2001/02. Fofana werd in zowel 2021/22 als 2022/23 verkozen in het Franse Team van het Jaar.
Fofana verruilde Lens in juli 2023 voor Al-Nassr, dat circa 25 miljoen euro voor hem betaalde. Hiermee was hij een van tal van voetballers die in de zomer van 2023 van een Europese competitie naar Saoedi-Arabië vertrokken. Zo haalde Al-Nassr in diezelfde periode ook Sadio Mané, Alex Telles, Otávio, Marcelo Brozović en Aymeric Laporte naar de Saudi Pro League.

## Clubstatistieken
| Seizoen     | Club            | Competitie       | Competitie | Competitie | Beker | Beker | Internationaal | Internationaal | Totaal | Totaal |
| Seizoen     | Club            | Competitie       | Wed.       | Dlp.       | Wed.  | Dlp.  | Wed.           | Dlp.           | Wed.   | Dlp.   |
| ----------- | --------------- | ---------------- | ---------- | ---------- | ----- | ----- | -------------- | -------------- | ------ | ------ |
| 2014/15     | Manchester City | Premier League   | —          | —          | —     | —     | —              | —              | 0      | 0      |
| 2014/15     | → Fulham        | Championship     | 21         | 1          | 4     | 0     | —              | —              | 25     | 1      |
| 2015/16     | → SC Bastia     | Ligue 1          | 32         | 1          | 1     | 0     | —              | —              | 33     | 1      |
| 2016/17     | Udinese         | Serie A          | 22         | 5          | 1     | 0     | —              | —              | 23     | 5      |
| 2017/18     | Udinese         | Serie A          | 27         | 3          | 2     | 0     | —              | —              | 29     | 3      |
| 2018/19     | Udinese         | Serie A          | 31         | 2          | 1     | 0     | —              | —              | 32     | 2      |
| 2019/20     | Udinese         | Serie A          | 32         | 3          | 3     | 0     | —              | —              | 35     | 3      |
| Club totaal | Club totaal     | Club totaal      | 112        | 13         | 7     | 0     | 0              | 0              | 119    | 13     |
| 2020/21     | RC Lens         | Ligue 1          | 30         | 2          | 2     | 0     | —              | —              | 32     | 2      |
| 2021/22     | RC Lens         | Ligue 1          | 38         | 8          | 3     | 2     | —              | —              | 41     | 10     |
| 2022/23     | RC Lens         | Ligue 1          | 35         | 7          | 4     | 2     | —              | —              | 39     | 9      |
| 2022/24     | Al-Nassr        | Saudi Pro League |            |            |       |       |                |                |        |        |
| Club totaal | Club totaal     | Club totaal      | 103        | 17         | 9     | 4     | 0              | 0              | 112    | 21     |

Bijgewerkt t/m 13 juli 2023

## Interlandcarrière
Fofana kwam uit voor verschillende Franse nationale selecties, maar debuteerde op 11 november 2017 in het Ivoriaans voetbalelftal. Zijn eerste interlanddoelpunt volgde op 10 september 2019. Hij maakte toen de 0–2 in een met 1–2 gewonnen oefeninterland in en tegen Tunesië.